# Palaeorhiza stygica
Palaeorhiza stygica är en biart som beskrevs av Michener 1965. Palaeorhiza stygica ingår i släktet Palaeorhiza och familjen korttungebin. Inga underarter finns listade i Catalogue of Life.